# Külföldi válogatottban szerepelt magyar labdarúgók listája
Az alábbi lista tartalmazza azokat a magyar származású labdarúgókat, akik külföldi válogatottban szerepeltek.
| Ábécé szerinti tartalomjegyzék                                                                           |
| --- |
| A, Á B C Cs D Dz Dzs E, É F G Gy H I, Í J K L Ly M N Ny O, Ó Ö, Ő P Q R S Sz T Ty U, Ú Ü, Ű V W X Y Z Zs |

## A, Á
| Név            | Időszak             | Ország                 | Mérkőzés (Gól)   |
| -------------- | ------------------- | ---------------------- | ---------------- |
| Abonyi Attila  | 1967–1977           | Ausztrália             | 058 (25)         |
| Ábrahám Jenő   | 1922–1923           | Jugoszlávia            | 02 0(2)          |
| Androvits Béla | 1953–1956           | Románia                | 07 0(0)          |
| Avar István    | 1926–1927 1929–1935 | Románia · Magyarország | 02 0(3) 021 (24) |

## B
| Név               | Időszak             | Ország                 | Mérkőzés (Gól)    |
| ----------------- | ------------------- | ---------------------- | ----------------- |
| Balázsy József    | 1947                | Csehszlovákia          | 03 0(0)           |
| Barátky Gyula     | 1930–1933 1933–1940 | Magyarország · Románia | 09 0(0) 020 (13)  |
| Bartha József     | 1922–1927           | Románia                | 011 0(0)          |
| Bartha Károly     | 1948–1949           | Románia                | 07 0(1)           |
| Beca József       | 1955                | Szovjetunió            | 01 0(0)           |
| Beck Gyula        | 1967                | Új-Zéland              | 01 0(0)           |
| Beke Zoltán       | 1931–1938           | Románia                | 06 0(0)           |
| Benedek Jim János | 1968                | Egyesült Államok       | 05 0(0)           |
| Bíró Imre         | 1978                | Románia                | 01 0(0)           |
| Bíró István       | 1938                | Csehszlovákia          | 01 0(0)           |
| Bodó György       | 1948–1952           | Románia                | 08 0(2)           |
| Bodola Gyula      | 1931–1939 1940–1948 | Románia · Magyarország | 048 (30) 013 0(4) |
| Bonyhádi László   | 1947–1948           | Románia                | 03 0(0)           |
| Boros Aurél       | 1945–1949           | Románia                | 02 0(0)           |
| Bölöni László     | 1975–1988           | Románia                | 108 (25)          |
| Bürger Rudolf     | 1929–1939           | Románia                | 034 0(0)          |

## C
| Név             | Időszak   | Ország  | Mérkőzés (Gól) |
| --------------- | --------- | ------- | -------------- |
| Czakó József    | 1930–1931 | Románia | 03 0(0)        |
| Czinczér István | 1929–1932 | Románia | 06 0(0)        |

## Cs
| Név            | Időszak   | Ország  | Mérkőzés (Gól) |
| -------------- | --------- | ------- | -------------- |
| Cseh Miklós    | 1925–1926 | Románia | 02 0(0)        |
| Csillag László | 1924      | Románia | 01 0(0)        |

## D
| Név             | Időszak   | Ország        | Mérkőzés (Gól) |
| --------------- | --------- | ------------- | -------------- |
| Dembrószky Imre | 1968–1973 | Románia       | 027 0(9)       |
| Deményi Rudolf  | 1935–1940 | Románia       | 08 0(0)        |
| Dezső Béla      | 1929–1930 | Románia       | 06 0(0)        |
| Dobay István    | 1930–1939 | Románia       | 041 (20)       |
| Dobay Károly    | 1951–1953 | Csehszlovákia | 03 0(0)        |
| Dobos Antal     | 1993–1998 | Románia       | 023 0(1)       |
| Drescher Zoltán | 1922–1923 | Románia       | 03 0(0)        |

## E, É
| Név                 | Időszak   | Ország  | Mérkőzés (Gól) |
| ------------------- | --------- | ------- | -------------- |
| Eisenbeisser Alfréd | 1930–1939 | Románia | 09 0(0)        |

## F
| Név                | Időszak   | Ország           | Mérkőzés (Gól) |
| ------------------ | --------- | ---------------- | -------------- |
| Faczinek Ferdinánd | 1934–1937 | Csehszlovákia    | 08 0(0)        |
| Farkas Gyula       | 1945–1949 | Románia          | 09 0(6)        |
| Farmati Zoltán     | 1947–1953 | Románia          | 021 0(0)       |
| Fazekas Árpád      | 1975–1976 | Románia          | 03 0(0)        |
| Nicolás Fedor      | 2006-2013 | Venezuela        | 045 (10)       |
| Fehér Sándor       | 1968      | Egyesült Államok | 02 0(0)        |
| Felszeghy Sándor   | 1955      | Csehszlovákia    | 01 0(0)        |
| Ferenczi Antal     | 1948      | Románia          | 01 0(0)        |

## G
| Név                | Időszak   | Ország           | Mérkőzés (Gól) |
| ------------------ | --------- | ---------------- | -------------- |
| Gallos Géza        | 1971–1974 | Ausztria         | 06 0(0)        |
| Gansler Róbert     | 1968      | Egyesült Államok | 05 0(0)        |
| Garics György      | 2006–2016 | Ausztria         | 041 0(2)       |
| Gemeri Tibor       | 1980      | Kanada           | 01 0(0)        |
| Gergely László     | 1962–1970 | Románia          | 036 0(2)       |
| Gerstenmájer Gábor | 1992      | Románia          | 03 0(0)        |
| Glanzmann Ede      | 1931–1932 | Románia          | 013 0(2)       |
| Gőgh Kálmán        | 1974–1980 | Csehszlovákia    | 055 0(1)       |

## Gy
| Név             | Időszak   | Ország     | Mérkőzés (Gól) |
| --------------- | --------- | ---------- | -------------- |
| Viktor Gyökeres | 2019–     | Svédország | 02 0(1)        |
| Győrffy Csaba   | 1967–1972 | Románia    | 02 0(0)        |

## H
| Név            | Időszak   | Ország           | Mérkőzés (Gól) |
| -------------- | --------- | ---------------- | -------------- |
| Herczeg István | 1965      | Ausztrália       | 02 0(0)        |
| Herquett Rezső | 1904      | Ausztria         | 01 0(0)        |
| Hirsch Elemér  | 1922–1924 | Románia          | 05 0(0)        |
| Hoksáry Balázs | 1926–1928 | Románia          | 05 0(0)        |
| Hornyák Zsolt  | 2000–2001 | Szlovákia        | 03 0(0)        |
| Horváth Csaba  | 2009      | Szlovákia        | 01 0(0)        |
| Horváth Károly | 1964      | Egyesült Államok | 01 0(0)        |
| Tim Howard     | 2002–     | Egyesült Államok | 057 0(0)       |

## I, Í
| Név          | Időszak   | Ország  | Mérkőzés (Gól) |
| ------------ | --------- | ------- | -------------- |
| Incze László | 1945–1948 | Románia | 04 0(0)        |

## J
| Név            | Időszak   | Ország        | Mérkőzés (Gól) |
| -------------- | --------- | ------------- | -------------- |
| Jenei Imre     | 1959–1964 | Románia       | 012 0(0)       |
| Józsa László   | 1977      | Csehszlovákia | 01 0(0)        |
| Juhász Gusztáv | 1934–1940 | Románia       | 021 0(0)       |

## K
| Név                | Időszak                  | Ország                                       | Mérkőzés (Gól)           |
| ------------------ | ------------------------ | -------------------------------------------- | ------------------------ |
| Kacsányi László    | 1953–1962                | Csehszlovákia                                | 020 0(3)                 |
| Kádár Zoltán       | 1991–1994                | Románia                                      | 07 0(0)                  |
| Kalocsay Géza      | 1933–1935 1940           | Csehszlovákia · Magyarország                 | 03 0(0) 02 0(0)          |
| Klimek István      | 1935                     | Románia                                      | 01 0(0)                  |
| Kardos Ferdinánd   | 1931                     | Csehszlovákia                                | 01 0(0)                  |
| Kiliánovits József | 1924–1928                | Románia                                      | 03 0(0)                  |
| Kiss Imre          | 1967                     | Új-Zéland                                    | 01 0(0)                  |
| Koczur Ferenc      | 1952                     | Franciaország                                | 03 0(0)                  |
| Kocsis Elemér      | 1931–1933                | Románia                                      | 012 0(5)                 |
| Kocsis Géza        | 1933 1937                | Csehszlovákia · Magyarország                 | 01 0(1) 02 0(0)          |
| Korányi Dezső      | 1939–1942                | Franciaország                                | 05 0(5)                  |
| Kós Rudolf         | 1935–1937                | Csehszlovákia                                | 02 0(0)                  |
| Kotormány Rudolf   | 1932–1938                | Románia                                      | 09 0(0)                  |
| Kovács Béla        | 1947–1948                | Románia                                      | 03 0(0)                  |
| Kovács Ervin       | 1937                     | Csehszlovákia                                | 01 0(0)                  |
| Kovács Miklós      | 1929–1938 1941           | Románia · Magyarország                       | 037 0(6) 01 0(1)         |
| Kubala László      | 1946–1947 1948 1953–1962 | Csehszlovákia · Magyarország · Spanyolország | 06 0(4) 03 0(0) 019 (11) |
| Kulcsár József     | 1931–1934                | Franciaország                                | 015 0(0)                 |
| Kun Attila         | 1972–1976                | Románia                                      | 018 0(5)                 |
| Kevin Kurányi      | 2003–                    | Németország                                  | 052 (19)                 |

## L
| Név           | Időszak   | Ország     | Mérkőzés (Gól) |
| ------------- | --------- | ---------- | -------------- |
| Anders Limpar | 1987–1996 | Svédország | 058 0(6)       |
| Lakatos Jenő  | 1932–1933 | Románia    | 06 0(0)        |

## M
| Név             | Időszak        | Ország                    | Mérkőzés (Gól)  |
| --------------- | -------------- | ------------------------- | --------------- |
| Márky Sándor    | 1948–1950      | Románia                   | 04 0(0)         |
| Marosvári Béla  | 1939 1943      | Románia · Magyarország    | 02 0(0) 01 0(0) |
| Máthé Gyula     | 1939           | Franciaország             | 02 0(1)         |
| Máté András     | 1964           | Egyesült Államok          | 01 0(0)         |
| Medvigy Ferenc  | 1966–1968      | Szovjetunió               | 06 0(1)         |
| Mészáros Ferenc | 1943 1946      | Magyarország · Románia    | 01 0(0) 03 0(0) |
| Móder József    | 1972–1977      | Csehszlovákia             | 017 0(3)        |
| Molnár Attila   | 1924           | Románia                   | 01 0(0)         |
| Molnár László   | 1993 1994–1997 | Csehszlovákia · Szlovákia | 01 0(0)         |
| Molnár Miklós   | 1990–2000      | Dánia                     | 018 0(2)        |
| Molnár Pál      | 1956–1960      | Csehszlovákia             | 020 0(3)        |
| Muzsnay Zsolt   | 1984–1990      | Románia                   | 06 0(0)         |

## N
| Név            | Időszak        | Ország                  | Mérkőzés (Gól)  |
| -------------- | -------------- | ----------------------- | --------------- |
| Nagy Albert    | 1994–2006      | Szerbia                 | 045 0(3)        |
| Nagy Géza      | 1925–1928      | Románia                 | 03 0(2)         |
| Nemes Sándor   | 1918–1919 1925 | Magyarország · Ausztria | 03 0(0) 02 0(0) |
| Németh István  | 1967           | Új-Zéland               | 04 0(2)         |
| Németh Szilárd | 1996–2006      | Szlovákia               | 059 (22)        |

## P
| Név               | Időszak             | Ország                       | Mérkőzés (Gól)   |
| ----------------- | ------------------- | ---------------------------- | ---------------- |
| Pálfi Béla        | 1948–1951           | Jugoszlávia                  | 03 0(0)          |
| Páll Béla         | 1947–1950           | Románia                      | 05 0(0)          |
| Patkoló Rezső     | 1947 1949–1952      | Magyarország · Lengyelország | 02 0(0) 03 0(0)  |
| Pecsovszky József | 1942–1943 1945–1958 | Magyarország · Románia       | 03 0(0) 032 (11) |
| Pinte Attila      | 1998–2003           | Szlovákia                    | 031 0(1)         |
| Puskás Ferenc     | 1945–1956 1961–1962 | Magyarország · Spanyolország | 082 (85) 04 0(0) |

## R
| Név              | Időszak   | Ország           | Mérkőzés (Gól) |
| ---------------- | --------- | ---------------- | -------------- |
| Rácz László      | 1986–1990 | Szovjetunió      | 048 0(5)       |
| Raffinsky László | 1929–1938 | Románia          | 020 0(1)       |
| Reszneki Tibor   | 1965      | Egyesült Államok | 03 0(0)        |
| Ritter Béla      | 1922–1926 | Románia          | 04 0(0)        |
| Ritter József    | 1945–1949 | Románia          | 017 0(0)       |
| Rónay Ferenc     | 1922–1932 | Románia          | 08 0(3)        |

## S
| Név              | Időszak             | Ország                     | Mérkőzés (Gól)   |
| ---------------- | ------------------- | -------------------------- | ---------------- |
| Saláta Kornél    | 2008–2016           | Szlovákia                  | 040 0(2)         |
| Anton Salétros   | 2020–               | Svédország                 | 01 0(0)          |
| Schwartz Sándor  | 1932–1937           | Románia                    | 03 0(0)          |
| Selymes Tibor    | 1992–1999           | Románia                    | 046 0(0)         |
| Semler Gusztáv   | 1924–1927           | Románia                    | 05 0(6)          |
| Sepsi László     | 2008–               | Románia                    | 03 0(0)          |
| Serfőző Gábor    | 1950–1954           | Románia                    | 013 0(2)         |
| Siflis Géza      | 1927–1928           | Jugoszlávia                | 05 0(0)          |
| Silinger Sámuel  | 1926–1929           | Csehszlovákia              | 04 0(0)          |
| Simanszky Géza   | 1947–1955           | Csehszlovákia              | 017 0(5)         |
| Simatoc Miklós   | 1940–1946           | Románia                    | 08 0(0)          |
| Simonyi András   | 1942–1945           | Franciaország              | 04 0(1)          |
| Sipos Vilmos     | 1934–1939 1945–1946 | Jugoszlávia · Magyarország | 013 0(1) 02 0(0) |
| Smid László      | 1945                | Franciaország              | 04 0(0)          |
| Spielmann Ferenc | 1939–1949 1940–1943 | Románia · Magyarország     | 011 0(4) 07 0(3) |
| Steiner Béla     | 1926–1930           | Románia                    | 010 0(0)         |
| Steiner Rudolf   | 1926–1928           | Románia                    | 05 0(0)          |
| Stibinger János  | 1947–1948           | Románia                    | 02 0(0)          |
| Marek Střeštík   | 2008                | Csehország                 | 01 0(0)          |
| Strenicer Jenő   | 1977–1980           | Kanada                     | 09 0(0)          |
| Ströck Albert    | 1922–1926 1927–1932 | Románia · Magyarország     | 08 0(2) 015 0(3) |
| Ströck István    | 1924–1925           | Románia                    | 03 0(0)          |

## Sz
| Név               | Időszak        | Ország                       | Mérkőzés (Gól)  |
| ----------------- | -------------- | ---------------------------- | --------------- |
| Szabó József      | 1965–1968      | Szovjetunió                  | 040 0(8)        |
| Szabó Ottó        | 2007–          | Szlovákia                    | 03 0(0)         |
| Szadowszki Róbert | 1937–1948      | Románia                      | 05 0(0)         |
| Szaniszló Zoltán  | 1932 1935–1938 | Magyarország · Románia       | 01 0(0) 05 0(0) |
| Szatmári Lajos    | 1967–1973      | Románia                      | 044 0(1)        |
| Szatmári Sándor   | 1974–1978      | Románia                      | 028 0(2)        |
| Szedlacsik Ferenc | 1925–1926 1928 | Csehszlovákia · Magyarország | 02 0(1) 01 0(0) |
| Székely János     | 2008–          | Románia                      | 01 0(0)         |
| Szeredai László   | 1959–1962      | Románia                      | 04 0(3)         |
| Szikora György    | 1966–1971      | Csehszlovákia                | 021 0(2)        |
| Szilárd Elek      | 1935           | Románia                      | 01 0(0)         |

## T
| Név           | Időszak             | Ország                 | Mérkőzés (Gól)   |
| ------------- | ------------------- | ---------------------- | ---------------- |
| Táncos Mihály | 1923–1929 1930–1932 | Románia · Magyarország | 010 0(1) 05 0(1) |
| Teleki Pál    | 1927 1933–1937      | Románia · Magyarország | 01 0(0) 08 0(2)  |
| Tóth Mátyás   | 1939–1948 1946      | Magyarország · Románia | 016 0(6) 02 0(1) |

## U, Ú
| Név           | Időszak   | Ország        | Mérkőzés (Gól) |
| ------------- | --------- | ------------- | -------------- |
| Újlaki József | 1952–1960 | Franciaország | 021 (10)       |

## V
| Név           | Időszak   | Ország           | Mérkőzés (Gól) |
| ------------- | --------- | ---------------- | -------------- |
| Váczi György  | 1947–1953 | Románia          | 011 0(8)       |
| Vass Mózes    | 1948      | Románia          | 02 0(0)        |
| Vencel Sándor | 1965–1977 | Csehszlovákia    | 025 0(0)       |
| Vermes Péter  | 1988–1997 | Egyesült Államok | 067 0(11)      |
| Vígh József   | 1967-1979 | Románia          | 024 0(2)       |
| Vígh Tibor    | 1968      | Kanada           | 04 0(2)        |
| Virág Ödön    | 1939      | Franciaország    | 01 0(0)        |
| Visnyei Gyula | 1976–1982 | Egyesült Államok | 04 0(2)        |
| Vogl Imre     | 1924–1934 | Románia          | 029 0(1)       |

## W
| Név           | Időszak   | Ország  | Mérkőzés (Gól) |
| ------------- | --------- | ------- | -------------- |
| Wetzer Rudolf | 1923–1932 | Románia | 017 (13)       |

## Z
| Név            | Időszak   | Ország  | Mérkőzés (Gól) |
| -------------- | --------- | ------- | -------------- |
| Zavoda Ferenc  | 1951–1959 | Románia | 08 0(0)        |
| Zavoda László  | 1951–1962 | Románia | 020 0(0)       |
| Zilahi László  | 1949–1950 | Románia | 03 0(0)        |
| Zombori Vilmos | 1926–1935 | Románia | 06 0(0)        |